# Sextupôle magnétique
 (novembre 2022).
Si vous disposez d'ouvrages ou d'articles de référence ou si vous connaissez des sites web de qualité traitant du thème abordé ici, merci de compléter l'article en donnant les références utiles à sa vérifiabilité et en les liant à la section « Notes et références ».

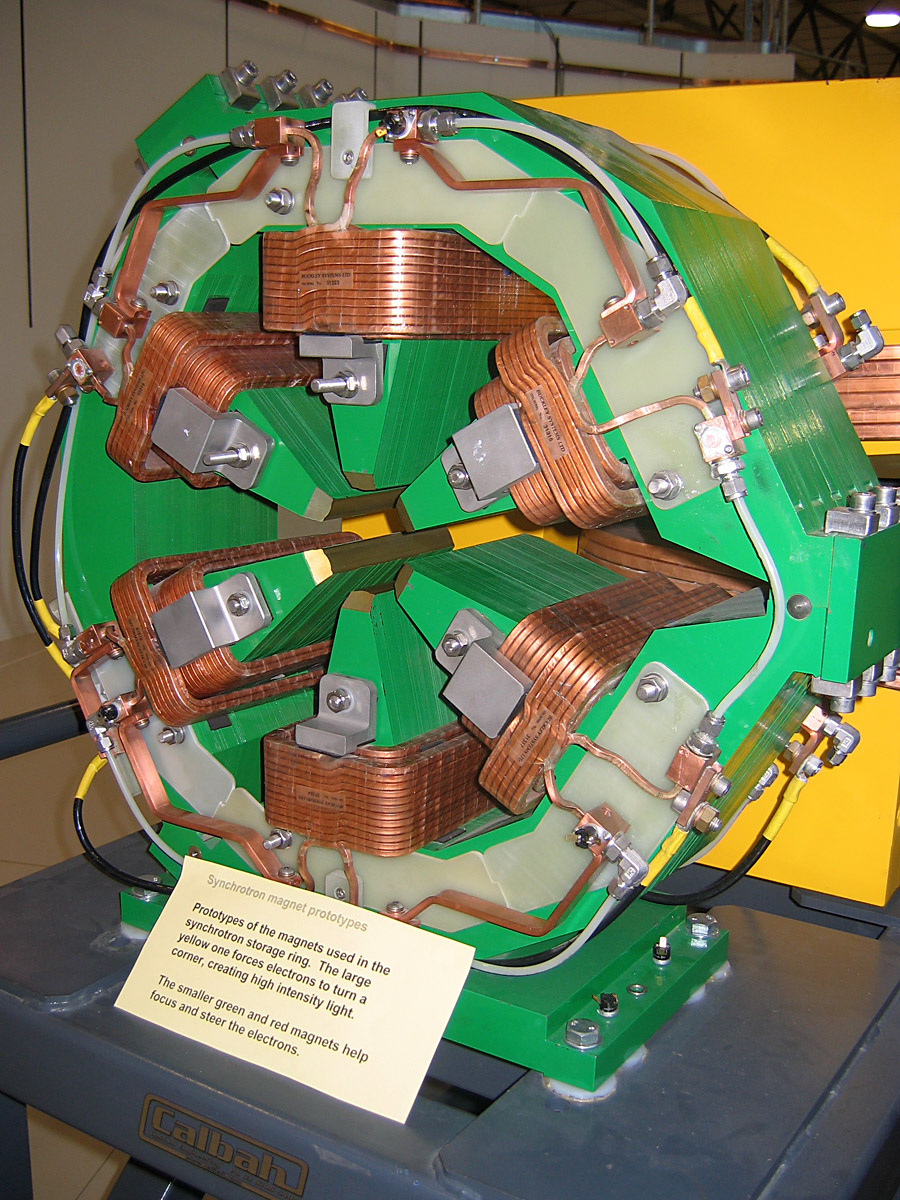
Électroaimant sextupolaire tel que ceux utilisés dans l'anneau de stockage du pour focaliser et diriger le faisceau d'électrons.

Lignes de champ d'un aimant sextupolaire idéalisé dans le plan transversal à la direction du faisceau

Un sextupôle magnétique (également connu sous le nom d'aimant sextupolaire ou d'aimant hexapolaire) se compose de six pôles magnétiques disposés en alternant les pôles nord et les pôles sud autour d'un axe. Ils sont utilisés dans les accélérateurs de particules pour le contrôle des aberrations chromatiques et pour l'amortissement de l'instabilité tête-queue (en anglais : head tail instability). Deux ensembles d'aimants sextupolaires sont utilisés dans les microscopes électroniques en transmission pour corriger l'aberration sphérique.
La technologie des sextupôles magnétiques utilisant des électroaimants nécessite généralement six pointes de pôles en acier de polarité alternée. L'acier est magnétisé par un courant électrique puissant qui circule dans les bobines de fil enroulées autour des pôles. Les bobines peuvent être composées d'un fil de cuivre creux qui transporte un fluide de refroidissement, généralement de l'eau désionisée. La densité de courant d'un tel conducteur peut être supérieure à 10 A/mm2, quatre fois celle d'un conducteur standard en cuivre.

## Dans les accélérateurs de particules
Aux énergies telles que celles produites dans les accélérateurs de particules de haute énergie, la déflexion magnétique est plus forte que la déflexion électrostatique, et l'utilisation du terme magnétique de la force de Lorentz :
{\displaystyle {\vec {F}}=q({\vec {E}}+{\vec {v}}\wedge {\vec {B}})}
est possible du fait des divers aimants qui composent « le réseau » nécessaire pour courber, orienter et focaliser un faisceau de particules chargées.
Les quadrupôles magnétiques utilisés pour focaliser et combiner un faisceau ont malheureusement la propriété d'avoir une force de focalisation (que l'on caractérise par une distance focale) qui dépend de l'énergie de la particule qu'ils sont en train de focaliser (les particules de haute énergie ont des distances focales plus longues que celles de faible énergie). Étant donné que tous les faisceaux réels ont une dispersion en énergie non négligeable, tout schéma de focalisation qui repose uniquement sur des aimants quadrupolaires engendre une « explosion » de la taille du faisceau avec la distance.
Dans les accélérateurs linéaires, ceci est dû à la sous-focalisation ou à la sur-focalisation des particules. Dans le cas des anneaux de stockage, cela provient de la chromaticité de l'anneau (la tendance des particules hors énergie à avoir des valeurs différentes pour l'avance de phase bêtatron par orbite).
En règle générale, cela peut être corrigé en ajoutant des champs sextupolaires au réseau.
Les champs sextupolaires ont une distance focale qui est inversement proportionnelle à la distance au centre de l'aimant que la particule est en train de traverser. Ceci est comparable à l'action d'un aimant quadrupolaire, pour lequel l'effet sur le faisceau peut être décrit comme étant une flexion, dont la force dépend de la distance au centre de l'aimant.
Si un aimant sextupolaire est placé en un point où les particules du faisceau sont disposées selon leur décalage d'énergie (c'est-à-dire une région de dispersion non nulle), alors l'aimant peut être réglé à une intensité qui garantit que les particules ayant un décalage d'énergie raisonnable sont concentrées vers le même point. Ceci annule la tendance du réseau quadripolaire à disperser le faisceau.

## Problèmes
Les champs sextupolaires ne sont pas linéaires (c'est-à-dire qu'ils dépendent du produit des grandeurs des déplacements transversaux), et ils ont des termes qui dépendent à la fois du décalage horizontal et du décalage vertical (c'est-à-dire qu'ils sont couplés).
Ceci conduit à des équations du mouvement qui ne peuvent pas être résolues dans le cas général, et qui nécessitent donc l'utilisation d'approximations lors du calcul de leurs effets sur le faisceau.
De plus, la dépendance à la quadrature de l'impulsion produite par le sextupôle sur le décalage transversal du faisceau peut conduire à ce que des particules de grande amplitude soient projetées loin de l'axe du faisceau et soient perdues dans les parois du tube de l'accélérateur. En raison de ce mécanisme, l'ajout de champs sextupolaires au réseau d'un accélérateur limite l'ouverture dynamique ou l'acceptance de l'accélérateur.